# آمونیوم پرکلرات
آمونیوم پرکلرات (به انگلیسی: Ammonium perchlorate) با فرمول شیمیایی NH۴ClO۴ یک ترکیب شیمیایی است. که جرم مولی آن ۱۱۷٫۴۹ g/mol می‌باشد. شکل ظاهری این ترکیب، دانه‌های سفید است.